# أنتوني أرينا
أنتوني أرينا (بالإنجليزية: Anthony Arena)‏ (3 أغسطس 1990 في الولايات المتحدة - ) هو لاعب كرة قدم أمريكي في مركز الدفاع. شارك مع منتخب الولايات المتحدة تحت 18 سنة لكرة القدم. أما مع النوادي، فقد لعب مع هيوستن دينامو وCrossfire Redmond ‏ وبيتسبورغ ريفرهوندز وSound FC (men) ‏.

## وصلات خارجية
- أنتوني أرينا على موقع الدوري الأمريكي (الإنجليزية)
- أنتوني أرينا على موقع قاعدة بيانات كرة القدم.إي يو (الإنجليزية)